# Tremella aurantia
Tremella aurantia är en svampart som beskrevs av Schwein. 1822. Tremella aurantia ingår i släktet Tremella och familjen Tremellaceae.   Inga underarter finns listade i Catalogue of Life.

## Källor

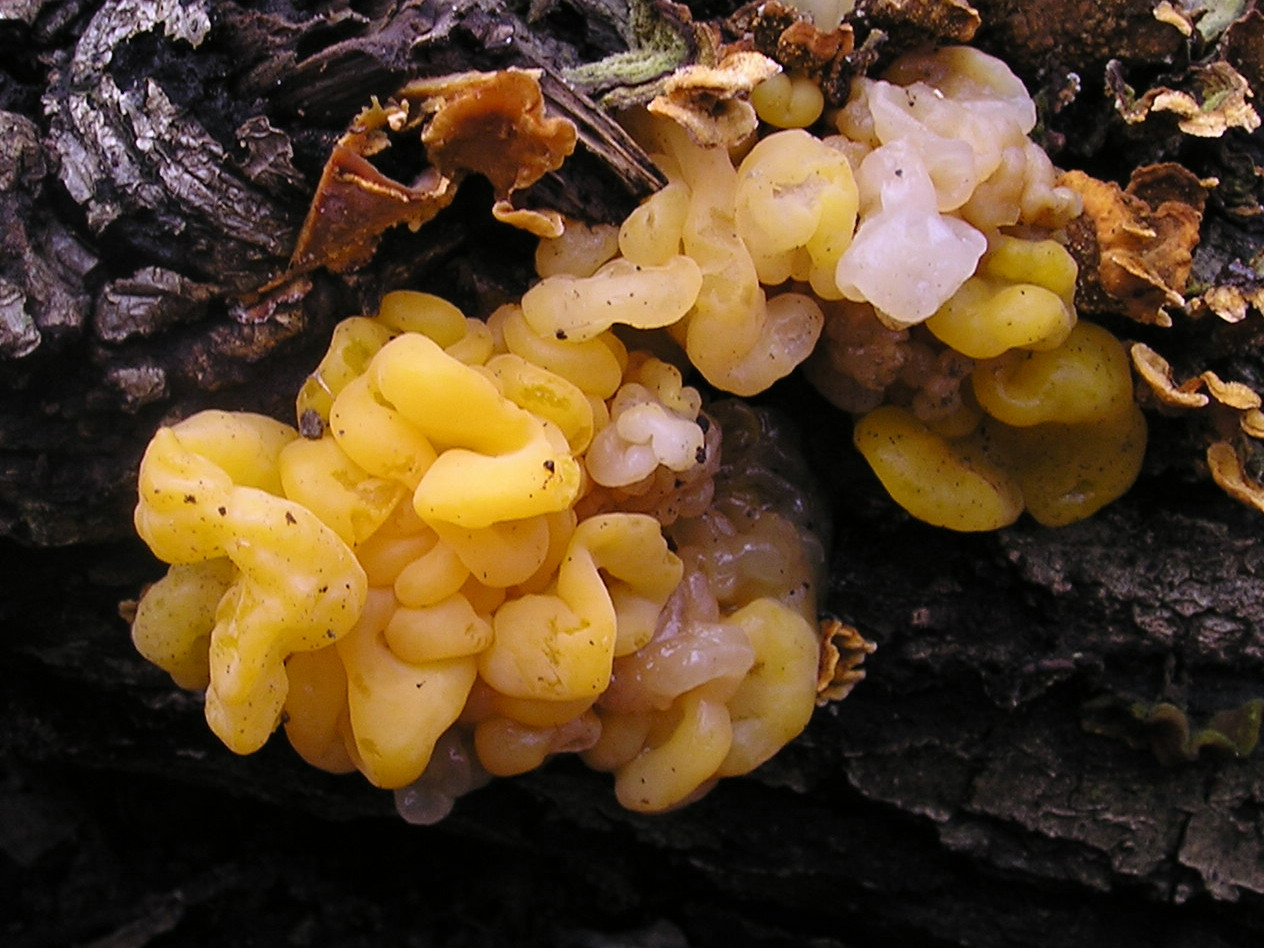
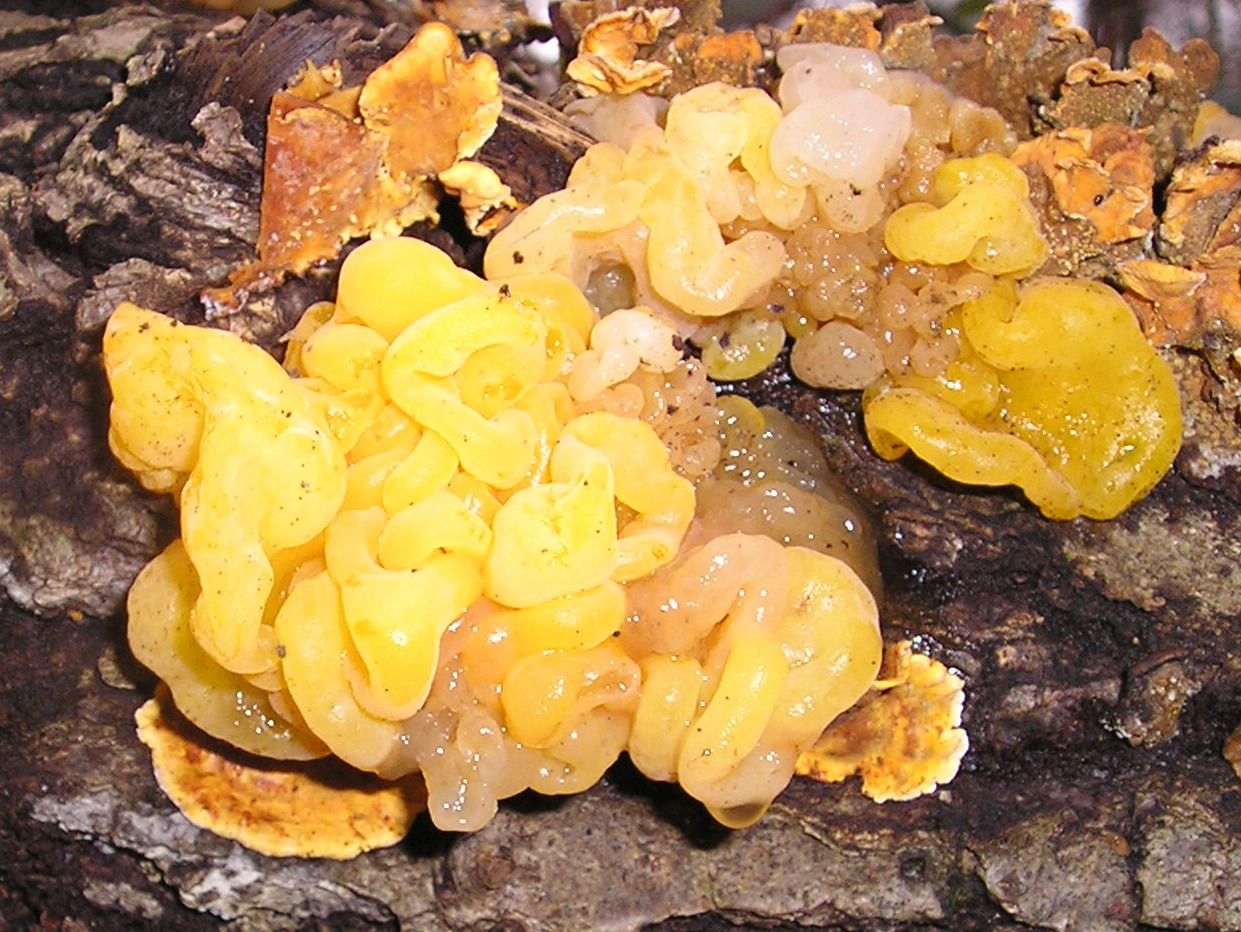
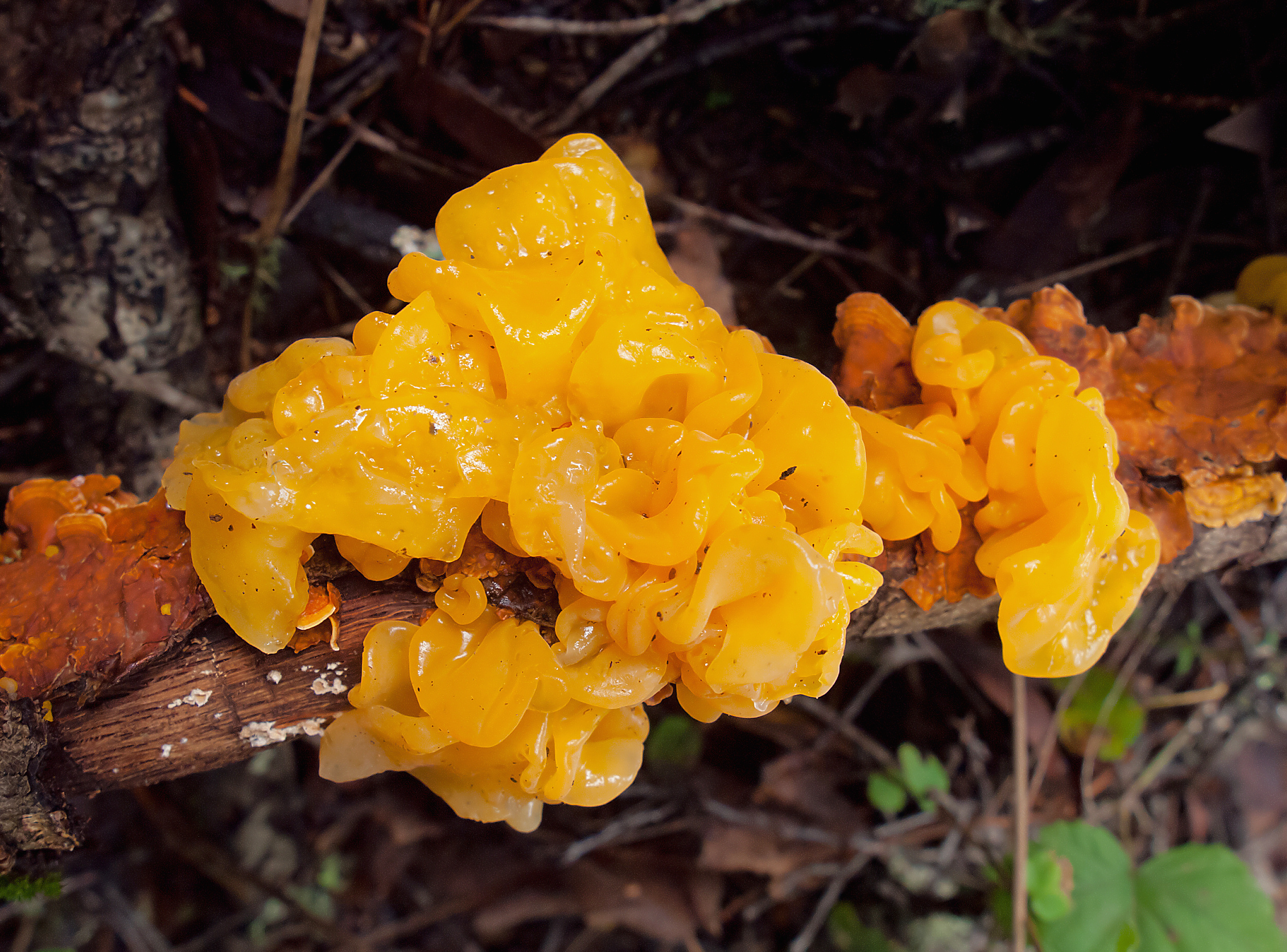
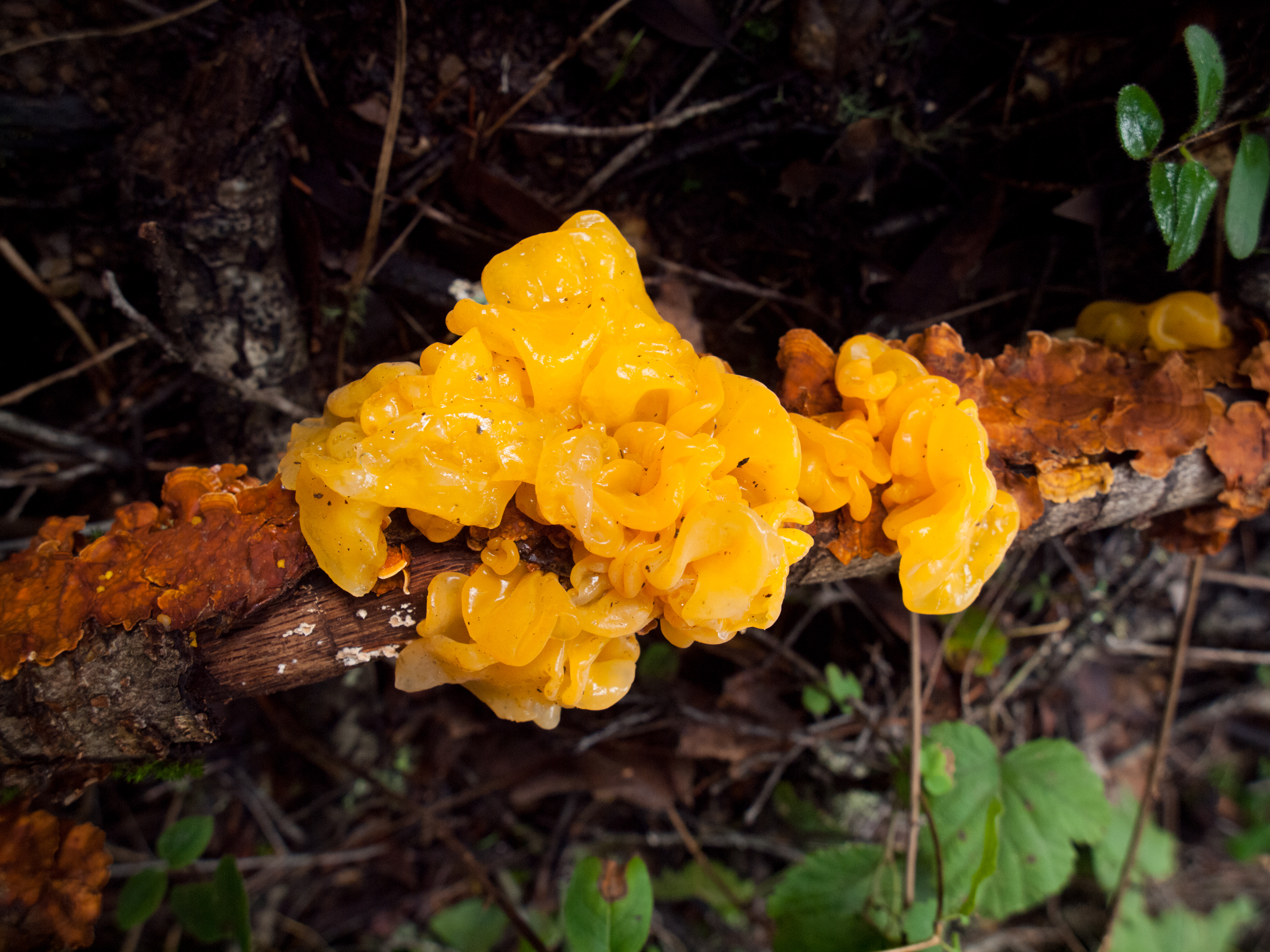
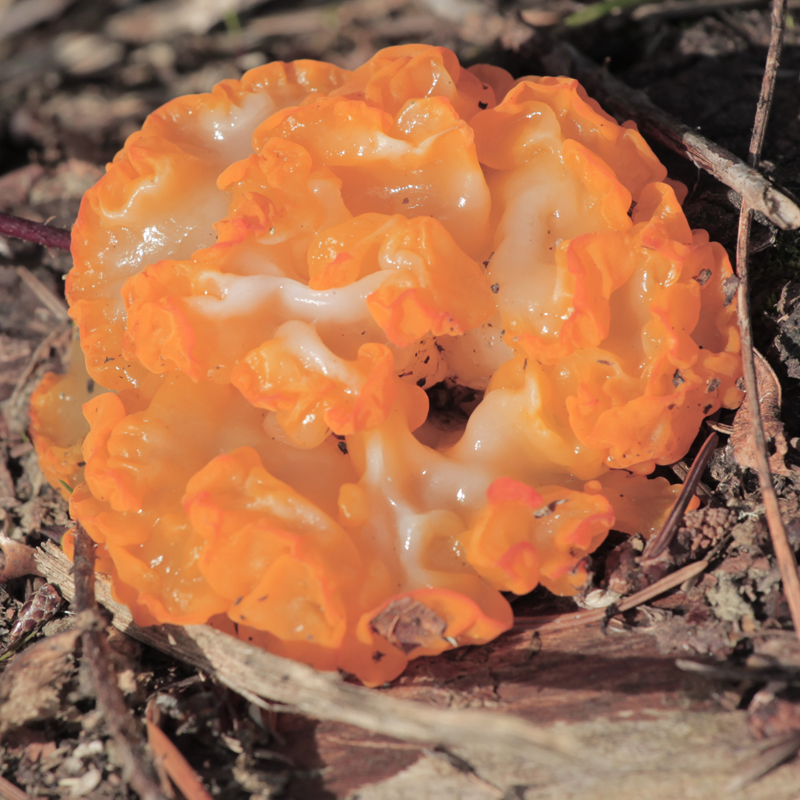
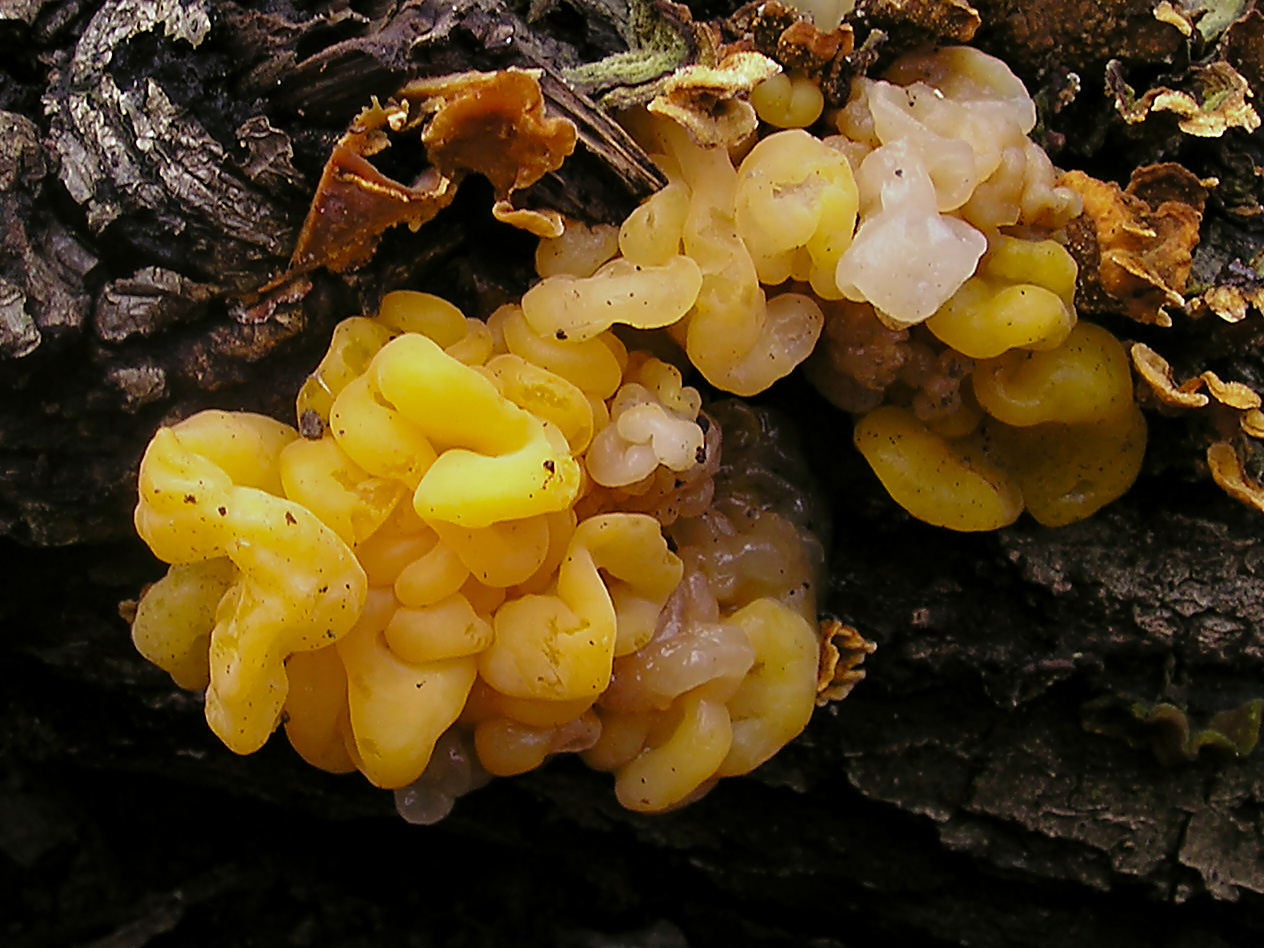